# Herzem Gusmão Pereira
Herzem Gusmão Pereira (Vitória da Conquista, 2 de junio de 1948 - São Paulo, 18 de marzo de 2021) fue un político y periodista brasileño.

## Biografía
Gusmão Pereira nació el 2 de junio de 1948 en Vitória da Conquista, Estado de Bahía. Trabajó para Rádio Clube de Conquista y Rádio Brasil FM antes de su carrera política.
Se desempeñó como alcalde de su ciudad natal, Vitória da Conquista desde 2017 hasta 2021. y fue miembro de la Asamblea Legislativa de Bahía entre 2015 y 2016.
Pereira fue diagnosticado con COVID-19 el 7 de diciembre de 2020 poco después de ser reelegido como alcalde de Vitória da Conquista. Luego fue hospitalizado y trasladado a São Paulo, donde falleció el 18 de marzo de 2021 a la edad de 72 años.